# Callipteris atirrensis
Callipteris atirrensis là một loài thực vật có mạch trong họ Woodsiaceae. Loài này được (Donn. Sm.) L. Pacheco & R.C. Moran miêu tả khoa học đầu tiên năm 1999.